# Alchemilla damianicensis
Alchemilla damianicensis är en rosväxtart som beskrevs av Pawl.. Alchemilla damianicensis ingår i släktet daggkåpor, och familjen rosväxter. Inga underarter finns listade i Catalogue of Life.